# Alaska y Mario
Alaska y Mario és un programa de telerealitat basat en la vida d'Olvido Gara "Alaska" i Mario Vaquerizo. Està produït per El Terrat i es va emetre a MTV Espanya i a la Paramount Channel.
L'espai segueix tots els aspectes de la vida d'Alaska i Mario Vaquerizo, de manera similar a altres programes de la cadena MTV com The Osbournes. A la seva primera temporada se centrà en els preparatius del seu casament a Madrid, així com en la relació amb la seva família i amics. Malgrat només estava previst que es gravessin vuit episodis, les bones dades d'audiència d'Alaska y Mario van fer que MTV Espanya renovés l'espai per una segona temporada.

## Desenvolupament
Alaska i Mario Vaquerizo són parella sentimental des dels anys 90 i resideixen a Madrid, prop de la Gran Via de Madrid. Encara que ja es van casar l'any 1999 mentre feien un reportatge per a la revista Rolling Stone, en una capella de noces de Las Vegas (Estats Units) caracteritzats com a Elvis Presley i Dolly Parton, el seu compromís no tenia validesa a Espanya.
Dotze anys després, la parella va acceptar gravar un espai de telerealitat per a MTV Espanya, on es mostrarien els preparatius de les seves noces a Espanya. Durant un mes, es va gravar tota la vida de la parella, incloent el seu treball, la seva relació amb familiars i amics, el procés de doble nacionalització d'Alaska i els preparatius de les noces. La parella va celebrar dues cerimònies: unes noces civils, amb banquet nupcial per als familiars, i una altra per als amics a la façana de l'hotel Emperador de la Gran Via. La cerimònia civil es va celebrar el divendres 27 de maig de 2011. A la segona temporada es va retransmetre la seva lluna de mel pels Estats Units.
El to del programa és informal i kitsch, mostrant amb naturalitat la forma de vida de la parella. Encara que Alaska ja era coneguda per al gran públic, la figura de Mario Vaquerizo es va popularitzar gràcies al seu comportament extravagant i espontani.

## Protagonistes

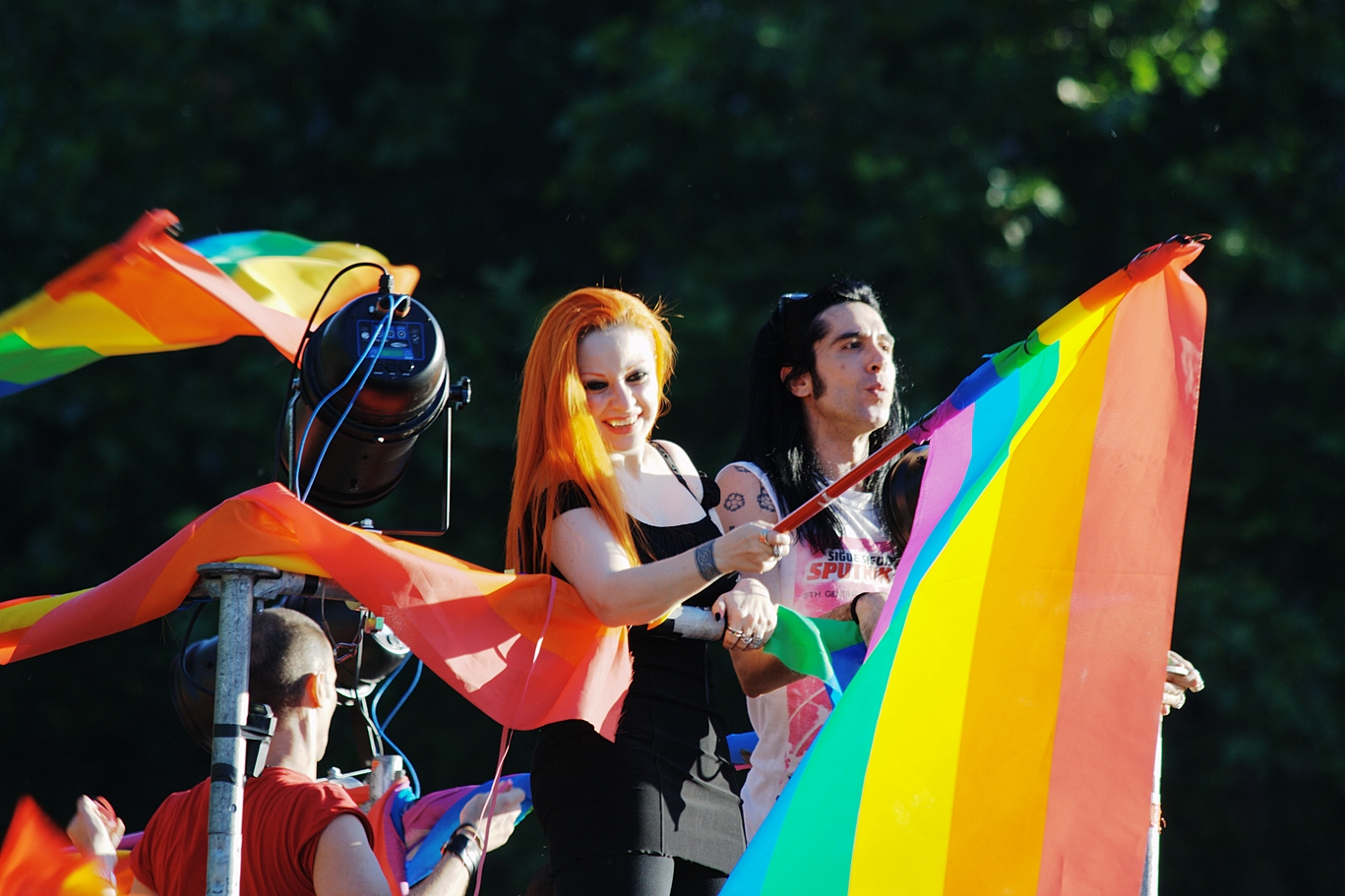
Alaska i Mario Vaquerizo, durant la marxa del Orgull Gai a Madrid (2008).

### Alaska
Alaska (1963), el nom real del qual és Olvido Gara, és una cantant, presentadora i actriu mexicana-espanyola. Es va donar a conèixer als anys 1970 en els primers compassos de la Movida madrileña, amb el grup Kaka de Luxe, i a nivell comercial va obtenir èxit a la dècada de 1980 amb Alaska y los Pegamoides i Alaska y Dinarama. A més, va presentar el programa infantil La Bola de Cristal a Televisió Espanyola. Des de 1989 forma part del grup Fangoria al costat de Nacho Canut, qui compon les lletres. Les vendes de totes les seves produccions musicals sobrepassen els 8 milions de còpies.

### Mario Vaquerizo
Mario Vaquerizo (1974) és un representant musical, que gestiona les carreres de Fangoria, Dover i l'actriu Leonor Watling. A més és el vocalista principal de Nancys Rubias, un grup especialitzat en versions. Llicenciat en periodisme, va conèixer a Alaska gràcies al seu treball en una discogràfica. Arran de l'èxit d'Alaska y Mario, l'interès cap a la seva persona va augmentar, i en Mario va començar a participar en altres programes de televisió, com El Hormiguero de Pablo Motos a Antena 3.

### Altres personatges destacats
América: Mare d'Alaska.
Topacio Fresh: Ex-ballarina de Fangoria i propietaria de la Fresh Gallery a Madrid.
Nacho Canut: Compositor i membre de Fangoria.
Fabio Macnamara: Artista i icona de la "Movida Madrileña".
Juan Gatti: Dissenyador. Ha dissenyat entre altres coses, les portades de Nancys Rubias i el convit de boda d'Alaska y Mario.
Silvia Superstar: Cantant de Aerolineas Federales i The killer barbies.
Marta Vaquerizo (Nancy O): Germana d'en Mario i membre del grup Nancys Rubias.
JuanPe (Nancy Travesti): Membre del grup Nancys Rubias.
La Favor (Nancy Reagan): Miguel Balanzategui, membre de Nancys Rubias.
JuanBa : Maquillador i perruquer d'estrelles.

## Temporades
| Temporada | Temporada | Episodis | Estrena               | Final                 | Audiencia mitja | Audiencia mitja | Audiencia mitja |
| Temporada | Temporada | Episodis | Estrena               | Final                 | Espectadors     | Quota           |                 |
| --------- | --------- | -------- | --------------------- | --------------------- | --------------- | --------------- | --------------- |
|           | 1         | 8        | 11 de maig de 2011    | 29 de juny de 2011    | 245 000         | 1,3%            |                 |
|           | 2         | 8        | 18 de març de 2012    | 13 de maig de 2012    | 280 000         | 1,5%            |                 |
|           | 3         | 8        | 19 de maig de 2013    | 21 de juliol de 2013  | 348 000         | 2,0%            |                 |
|           | 4         | 8        | 6 de setembre de 2015 | 1 de novembre de 2015 | 52 000          | 0,3%            |                 |
|           | 5         | 8        | ?                     | ?                     | ?               | ?               |                 |
| Total     | Total     | 40       | 2011                  |                       | ?               | ?               |                 |

## Repercussió
Alaska y Mario fou un dels primers èxits d'audiència de MTV Espanya, en la seva etapa com a canal a la televisió digital terrestre. Els dos primers episodis, estrenats l'11 de maig, obtingueren un 0,9% de share, mentre que l'últim capítol on es gravà la casament marcà un rècord del 2,6% de share i 365.000 espectadors. En ambdós casos superà el share mig de la cadena.